# Kolej Arcyksięcia Albrechta
Kolej Arcyksięcia Albrechta, niem. Erzherzog Albrecht-Bahn, w Galicji (Austro-Węgry) – własność prywatna, wybudowana w październiku 1873. 181 km trasa przebiegała ze Lwowa przez Stryj – Dolinę – do Stanisławowa. Była fragmentem odcinka kolei transwersalnej.
Koncesję na budowę kolei wystawiono 22 października 1871. Przywilej koncesyjny obejmował 2 trasy: Lwów-Stryj-Beskid oraz Stryj-Stanisławów. Koncesjonariuszami tego przywileju byli: Kalikst ks. Poniński, Adam ks. Lubomirski, Hieronim ks. Lubomirski, dr Tadeusz Rayski, Karol Hubicki oraz Galicyjski Bank Krajowy. Po niespełna 2-letniej budowie, 16 października 1873, otwarto pierwszy odcinek Lwów-Stryj (dł. 73,45 km). 1 stycznia 1875 oddano do użytku drugi odcinek Stryj-Stanisławów (dł. 107,50 km). Na początku 1874 kolej dysponowała 16 lokomotywami, 34 wagonami osobowymi i 403 towarowymi. W czasie otwarcia linii Stryj-Stanisławów powiększono istniejący już tabor o 13 wagonów osobowych i 103 towarowe. Taki stan posiadania kolei utrzymał się do końca 1881.
W pierwszym, pełnym roku funkcjonowania kolei (1874), z jej usług skorzystało 124 tys. pasażerów. Rok później ten rodzaj podróży wybrało już 231 tys. osób. Później zainteresowanie pasażerów Koleją Arcyksięcia Albrechta stopniowo malało, w 1879 przewieziono 139 tys. osób. Zaledwie 2 lata później atrakcyjność tego sposobu podróżowania ponownie wzrosło - w 1881 z usług kolei skorzystało 186 tys. podróżnych. Do 1879 pasażerowie kolei mieli do wyboru przejazd wagonami 1, 2, 3 i 4 klasy. W latach 1874–1878 z najwygodniejszych warunków (przejazd wagonem 1 klasy) korzystało zazwyczaj 0,2-0,4% podróżnych. Na podróżowanie 2 klasą decydowało się 4,5-5,5%. Nieco więcej pasażerów, 16-20% wybierało 3 klasę. Zdecydowana większość, 66-76% wybierała podróżowanie klasą najtańszą. Odrębna grupa pasażerów - osoby podróżujące według taryfy wojskowej - stanowiła 3,0-8,1% wszystkich przejazdów.
Początkowo, w 1874, koleją przewieziono tylko 52,8 tys. t ładunków i towarów. Kolejne lata cechował szybki wzrost przewozów: ze 100 tys. t (1875), poprzez 147 tys. t (1877), do 245 tys. t w 1879.
22 sierpnia 1891 kolej stała się własnością Austriackich Kolei Państwowych.